# Michael Teutul
Michael "Mikey" Joseph Teutul, född 26 november 1978, är yngste sonen till Paul Teutul, Sr. Michael är känd genom TV-programmet American Chopper på Discovery Channel.